# 桃尧镇
桃尧镇是中国广东省梅州市梅县区下辖的一个镇，位于梅县区的东北部，毗邻福建省（距离福建省千岛湖旅游区仅一步之遥），总面积约118平方公里，下辖15个行政村和1个居民委员会，常住居民人口1.8万人。桃尧镇，拥有丰富的（大理石、石灰石、铁矿石）自然资源，是梅县区标准农业镇，2002年全镇工农业总产值1.63亿元。

## 行政区划
下辖以下地区：
圩镇社区、松林村、黄沙村、桃源村、桃溪村、珠玉村、麻坝村、螺江村、澄沆村、余坑村、练坑村、显朝村、大美村、诰上村、深教村和竹岌村。

## 中国传统村落
2012年，桃源村被评为首批“中国传统村落”。